# Horst Effertz

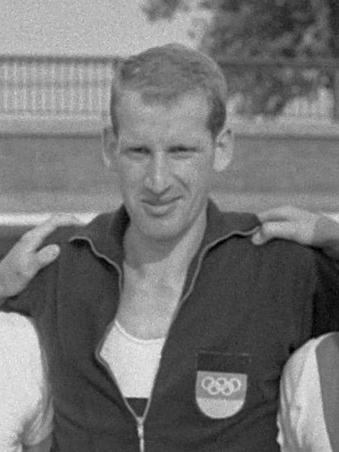
Horst Effertz, 1964

Horst Effertz (* 4. August 1938 in Düsseldorf) ist ein ehemaliger deutscher Ruderer. Er wurde 1960 in Rom Olympiasieger.
Effertz startete für den Ruderclub Germania Düsseldorf 1904. 1958 wurde er zusammen mit Gerd Cintl Deutscher Meister im Zweier ohne Steuermann und im Zweier mit Steuermann, als Steuermann saß Michael Obst im Boot. Bei der Europameisterschaft 1958 gewannen Cintl und Effertz Silber im Zweier ohne.
1959 stiegen Cintl und Effertz in den Vierer mit Steuermann um. Das Boot von Germania Düsseldorf in der Besetzung Klaus Wegner, Gerd Cintl, Horst Effertz, Claus Heß mit Steuermann Michael Obst siegte sowohl bei der Deutschen Meisterschaft als auch bei der Europameisterschaft.
Für die Olympischen Spiele 1960 auf dem Albaner See wurde das Boot umgebildet. In der Besetzung Gerd Cintl, Horst Effertz, Klaus Riekemann, Jürgen Litz und Michael Obst gewann das Boot sowohl Vorlauf als auch Zwischenlauf mit der jeweils schnellsten Zeit. Auch im Finale konnte sich das Boot sicher gegen das französische Boot durchsetzen.
1964 wurde Effertz Deutscher Meister im Vierer ohne Steuermann. Das Boot in der Besetzung Günter Schroers, Horst Effertz, Albrecht Müller und Manfred Misselhorn siegte auch bei der Europameisterschaft in Amsterdam, nachdem die dänische Besatzung im Endspurt gekrebst hatte. Das Boot von Germania Düsseldorf fuhr als Favorit zu den Olympischen Spielen 1964 nach Tokio, dort gewann aber das dänische Boot. Der deutsche Vierer kam mit dem Wind nicht zurecht und wurde am Ende nur Sechster. Nach den Olympischen Spielen beendete Effertz seine Ruderkarriere.
Effertz wurde am 23. August 1959 und am 8. Oktober 1960 jeweils mit dem Silbernen Lorbeerblatt ausgezeichnet.